# Bejeweled Twist
Bejeweled Twist è un videogioco rompicapo sviluppato e pubblicato nel 2008 da PopCap Games. È il terzo gioco della serie Bejeweled, nonché il primo spin-off.

## Modalità di gioco
Lo scopo del gioco è uguale a quelli dei giochi precedenti, ma in questo caso si potranno girare 4 gemme in senso orario. 
Il gioco ha quattro modalità:
- Modalità classica: uguale a quella dei 2 precedenti giochi. Bisogna fare più punti possibili allineando 3 o più gemme dello stesso tipo.
- Modalità Zen è simile alla modalità infinita di Bejeweled 2.
- Modalità sfida: Ha 13 pianeti che ognuno richiede obiettivi diversi per essere completati. Ognuno dei 13 pianeti ha 7 livelli, sempre più difficili. Completati 7 livelli, il pianeta diventerà "Eclipse" e si trasformerà in un minigioco.
- Modalità Blitz: lo scopo di questa modalità è di fare più punti possibili con le gemme prestando comunque attenzione alle bombe. Questa modalità ha poi avuto un suo gioco: Bejeweled Blitz, dal gameplay simile.

Anche in questo gioco sono state aggiunte delle gemme particolari:
- Gemma di fuoco: come quella di Bejeweled 2, distruggerà un quadrato 3x3 di gemme della griglia.
- Gemma elettrica: se si mette questa gemma insieme ad altre 2 dello stesso colore, la Gemma Elettrica distruggerà tutte le gemme in orizzontale e in verticale.
- Gemma Supernova: si ottiene con una combinazione di 6 o più gemme dello stesso colore. L'unico modo per farla, è quello di utilizzare una Reazione a Catena.
- Gemma Bomba: non disponibile in Zen. Questa gemma conta tutte le mosse eseguite, portando sempre più in basso il contatore. Quando il contatore arriverà a zero, si avrà un'ultima possibilità per disinnescare la bomba con una "ruota della fortuna". Se la ruota avrà due teschi, la partita è persa.
- Gemma bloccata: non disponibile in Zen, è una gemma chiusa in una gabbia e non si potrà spostare, ma si potrà distruggere unendole ad altre 2 dello stesso colore.
- Gemma oscura: non disponibile in Zen, questa gemma ha le stesse caratteristiche della Gemma Bomba, ma non si potrà spostare. Inoltre, il contatore andrà indietro solo se si sprecano mosse e si potrà distruggere solo con una Bomba di fuoco o una Bomba elettrica.

Nel gioco, oltre alle gemme, sono state aggiunte altre novità:
- Carbone: non è abbinabile con nessuna gemma, ma lo si può distruggere con una Bomba di fuoco o una Bomba elettrica.
- Frutta: la Frutta arriva solo con un moltiplicatore x10 totalmente completo. Unendola ad altre 2 dello stesso colore, distruggerà tutte le gemme di quel colore.
- Moltiplicatore Bonus: se si uniscono 4 gemme dello stesso colore (per sapere quali, bisognerà guardare in basso a destra) senza sprecare mosse, si avrà un Bonus sul moltiplicatore.
- Mega Frutta Bonus: il Mega Frutta Bonus è uguale al Moltiplicatore Bonus, ma in questo caso apparirà una animazione regalandoti punti extra e donerà al giocatore un altro frutto.

La Danza della Frutta si ottiene superando il Mega Frutta Bonus. Questa animazione darà 70.000 punti circa.

## Pubblicazione
Bejeweled Twist venne inizialmente pubblicato su PC il 27 ottobre del 2008 sul sito di PopCap. Ancora oggi la versione PC è disponibile per l'acquisto sul sito di Electronic Arts e su Steam.
Dopo il lancio della versione PC, il gioco arrivò successivamente su altre piattaforme.  
Il gioco arrivò anche come browser game in Flash il 30 novembre del 2009. In questa versione c'è soltanto la modalità classica e la modalità Blitz (che in questa versione ha il timer di 3 minuti anziché di 5 come nella versione scaricabile per PC).
Il 7 maggio del 2009, PopCap pubblica una versione di Bejeweled Twist per i telefoni cellulari che supportano Java.
Una versione di Bejeweled Twist, scaricabile come DSiWare per il Nintendo DSi tramite il Nintendo DSi Shop, arrivò il 14 dicembre 2009 e conteneva la modalità classica e una modalità competitiva multigiocatore, dove si poteva giocare contro un altro giocatore che avesse un DSi e una copia del gioco.
Una versione fisica per Nintendo DS arrivò il 19 gennaio del 2010.